# Adams Township (comté de Wapello, Iowa)
Pour les articles homonymes, voir Adams Township.
Adams Township est un township du comté de Wapello en Iowa, aux États-Unis,.
Il est fondé en 1844 et nommé en référence à James F. Adams, un pionnier.

## Source de la traduction
- (en) Cet article est partiellement ou en totalité issu de l’article de Wikipédia en anglais intitulé « Adams Township, Wapello County, Iowa » (voir la liste des auteurs).